# Diego Luna (soccer)
Pour les articles homonymes, voir Luna.
Diego Luna, né le 7 septembre 2003 à Sunnyvale, est un joueur international américain de soccer qui évolue au poste de milieu offensif au Real Salt Lake.

## Biographie

### Carrière en club
Né à Sunnyvale en Californie, aux États-Unis, Diego Luna est passé par le centre de formation des Earthquakes de San José et l'académie du FC Barcelone en Arizona, mais commence sa carrière professionnelle en USL Championship avec la Locomotive d'El Paso,,. Il joue son premier match avec l'équipe première du club le 8 mai 2021, lors d'un match nul 1–1 contre le New Mexico United. Il remplace Richie Ryan à la 78e minute.
En juin 2022, il est transféré au Real Salt Lake en MLS,.

### Carrière en sélection
Luna est international avec l'équipe des États-Unis des moins de 20 ans, avec lesquels il s'illustre en championnat continental puis en coupe du monde,.
En janvier 2024, Luna est convoqué pour la première fois avec l'équipe senior des États-Unis,. Il honore sa première sélection le 20 janvier 2024, lors d'un match amical contre la Slovénie, impressionnant déjà malgré la défaite 1-0,.

## Palmarès
États-Unis -20 ans
- Champion de la CONCACAF des moins de 20 ans en 2022